# 鹿賀丈史
鹿賀丈史（日语：／ Kaga Takeshi ，1950年10月12日—），本名勝田薫且，日本男演員。

## 經歷
1950年10月12日，他在石川縣金澤市出生。他的父親是服裝裁縫，母亲在當地開一家橡胶气球店。由小學3至4年級的時候，曾經隨父親移居至東京，之後又再回到金澤。他在由9歲至小學畢業前一直有參與少年合唱團。而他在中學的時候也有參與合唱部。
他在1972年加入四季劇團，其艺名“鹿賀丈史”由剧团代表淺利慶太所命名。「賀」是來自於金澤的前身「加賀國」，而「鹿」是希望他「像鹿一样敏捷，并有一双清澈的眼睛。」。他在舞台上的首作是《耶穌基督超級巨星》。
他在1980年退出四季劇團，並在電視劇、電影等方向發展，1978年大河劇《黃金的日日》是他的電視劇首作。
近年依然在電視劇方面活躍，並出演了《校閱女孩》、《深深地戀愛》等多套電視劇。

## 得獎
1982年，以電影《疑惑》得到了第六屆日本電影學院獎的助演男優獎。1984年演出電影《麻雀放浪記》，得到了第八屆日本電影學院獎的助演男優獎。1987年演出電影《cabaret》，再次取得助演男優獎。

## 外部連結
- 官方网站
- NHK人物錄 （页面存档备份，存于）